# Górnośląski Związek Przemysłowców Górniczo-Hutniczych
Górnośląski Związek Przemysłowców Górniczo-Hutniczych, niem. Oberschlesischer Berg- und Hüttenmännischer Verein − organizacja przemysłowców górnośląskich istniejąca w latach 1854-1932 (na obszarze II Rzeczypospolitej) i do 1945 (w III Rzeszy).
Związek utworzony został w 1854 w Królewskiej Hucie. W 1882 siedzibę przeniesiono do Katowic. Powstał jako stowarzyszenie zajmujące się popularyzacją techniki, stopniowo przekształcił się w organizację wielkiego kapitału górnośląskiego. Związek wpływał na tworzenie zrzeszeń kartelowych przedsiębiorców górnośląskich, patronował powstaniu 1 października 1898 Górnośląskiej Konwencji Węglowej. Oddziaływał na wszystkie dziedziny życia gospodarczego, społecznego i politycznego na Górnym Śląsku i koordynował politykę przemysłowców wobec pracowników najemnych. Podczas I wojny światowej był jednym z organizatorów grabieży majątku przemysłowego w okupowanym przez armię niemiecką Królestwie Polskim (zwłaszcza w Zagłębiu Dąbrowskim). Po I wojnie światowej organizował i finansował Freikorpsy na terenie plebiscytowym Górnego Śląska, m.in. Oberschlesisches Freiwilligen-Korps.
Po podziale Górnego Śląska w r. 1922 utworzono dwie odrębne organizacje: Górnośląski Związek Przemysłowców Górniczo-Hutniczych w Katowicach, skupiający przedsiębiorców województwa śląskiego, oraz Oberschlesischer Berg- und Hüttenmännischer Verein z siedzibą w Gliwicach dla przedsiębiorców w niemieckiej części Górnego Śląska. Po utworzeniu w 1932 Unii Polskiego Przemysłu Górniczo-Hutniczego Związek katowicki rozwiązano 1 października 1932. Organizacja gliwicka kontynuowała działalność do 1945.